# یواس‌اس اسماس (دی‌یی-۷۰۱)
یواس‌اس اسماس (دی‌یی-۷۰۱) (به انگلیسی: USS Osmus (DE-701)) یک کشتی بود که طول آن ۳۰۶ فوت (۹۳ متر) بود. این کشتی در سال ۱۹۴۳ ساخته شد.